# درخت نان میمون
آدانسونیا دیجیتاتا (نام علمی: Adansonia digitata) نام یک گونه از سرده آدانسونیا است.